# Isabelle Fijalkowski
Isabelle Fijalkowski, coniugata Tournebize (Clermont-Ferrand, 23 maggio 1972), è un'ex cestista francese, professionista nella WNBA.

## Carriera
È stata selezionata dalle Cleveland Rockers al primo giro dell'Elite Draft del Draft WNBA 1997 (2ª scelta assoluta).
Con la Francia ha disputato i Giochi olimpici di Sydney 2000, i Campionati mondiali del 1994 e quattro edizioni dei Campionati europei (1993, 1995, 1999, 2001).

## Palmarès
- Migliore nella percentuale di tiro WNBA (1998)